# Mary Jane Watson (slavhandlare)
Mary Jane Watson, född Lackey, död 1862 i Spanien, var en amerikansk slavhandlare. Hon var en av de sista slavhandlarna i USA.

## Biografi
Mary Jane Watson föddes i Frankfort, och var syster till en "mycket respektabel ämbetsman" i New York. Hon gifte sig, men skilde sig från sin make, och investerade i den illegala slavhandeln.
Slavhandeln till USA förbjöds genom Act Prohibiting Importation of Slaves 1807, men inhemsk slavhandel var fortsatt laglig, och en del slavhandlare fortsatte med illegal slavimport genom den transatlantiska slavhandeln.

### Yrkesliv
Watson var bosatt i New York och beskrivs som en av USA:s sista slavhandlare. Hon ägde tre slavskepp som importerade slavar från Afrika till Sydstaterna illegalt. Kvinnor var närvarande i den transatlantiska slavhandeln precis som i andra affärsföretag under denna tid, när änkor ärvde affärsverksamheter av sina makar. 48 kvinnor från fem länder deltog, mellan 1656 och 1863, i 93 slavskeppsresor. En kvinnlig slavhandlare, Johanna Lewis, var själv kapten på sitt eget slavskepp Marghareta (a) Mariquita på en resa till Afrika, tills skeppet beslagtogs på Sankta Helena på order av Vice Admiralty Court för slavhandel.
Under amerikanska inbördeskriget åtalades Watson av en åtalsjury i delstaten New York, för att ha utrustat tre slavskepp för illegal slavhandel från Afrika. Hon flydde från New York då hon väntade sig en fällande dom. Hon uppges ha utrustat tre slavskepp i Cádiz för slavhandel, men dessa stoppades sedan myndigheterna informerades om åtalet mot henne i USA.
New York Times rapporterade: 
“She was found to have been engaged in fitting out three vessels for the Slave-trade, and indictments to that effect were found by the Grand Jury. She made her escape very suddenly, when she found the evidence was accumulating against her. Information received by the last steamer states that she, having heard of the failure of her vessels on this side; that three indictments were hanging over her here; and that the registers of three vessels which she had chartered in Cadiz for the same business, had been withdrawn by the Consul, it is believed that she fell back into some of the bad habits which she had contracted while pursuing her masculine business in New-York, and soon terminated her existence by the bottle.” 

### Sista tid
Mary Jane Watson avled i exil i Cádiz i Spanien.